# Зугрес
Зугрес (укр. Зугрес рус. Зугрэс) град је у Украјини у Доњецкој области. Према процени из 2021. у насељу је живело 17.924 становника.

## Историја
Зугрес је основан 1929-1932. на месту салаша Дубовка, код Зуевке. Изграђен је као радно насеље, у вези са изградњом Зуевске термоелектране. Зугрес је добио статус града обласне потчињености 1938. године. Град је део агломерације Доњецк-Макејевка. Близу града се налазе мања насељена места: Николајевка, Водобуд и село Цупки.
Током Великог отаџбинског рата, град су окупирали Немци. Трупе нацистичке Немачке и њени савезници ушли су у град 24-25. октобра 1941. године. Град су 3. септембра 1943. ослободиле трупе Црвене армије 50. пешадијске дивизије генерала А. С. Владичанског.
Године 1997. две стручне школе бр. 48 и стручне школе бр. 10 које се налазе у граду спојене су у стручну школу бр. 48.
Од априла 2014. је у под контролом самопроглашене Доњецке Народне Републике.

## Становништво
Према процени, у граду је 2021. живело 17.924 становника.
| 1970.  | 1979.  | 1989.  | 2002.  | 2014.  |
| ------ | ------ | ------ | ------ | ------ |
| 16.485 | 19.687 | 23.339 | 19.859 | 18.474 |